# Выбор критиков (кинопремия, 2015)
20-я церемония премии «Выбор критиков» состоялась 15 января 2015 года в театре Hollywood Palladium в Голливуде, Калифорния. Ведущим церемонии был американский футболист Майкл Стрейхэн. Номинанты были объявлены 15 декабря 2014.

## Победители и номинанты
| Лучший фильм                                  | 1. Отрочество 2. Бёрдмэн 3. Вселенная Стивена Хоккинга 4. Игра в имитацию 5. Исчезнувшая 6. Несломленный 7. Одержимость 8. Отель «Гранд Будапешт» 9. Сельма 10. Стрингер |

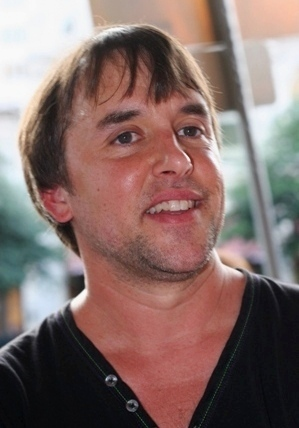
Ричард Линклейтер, лучший режиссёр

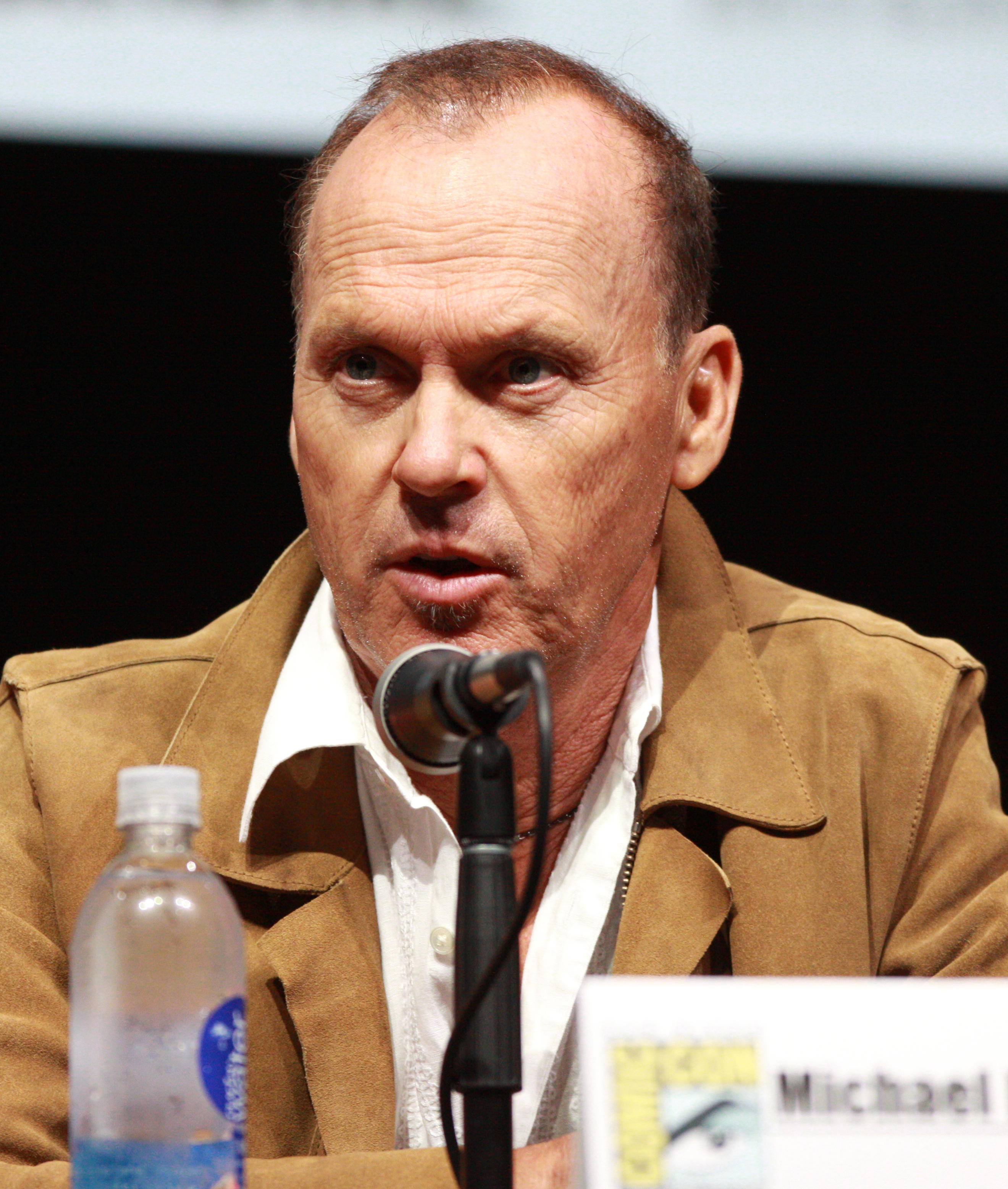
Майкл Китон, лучшая мужская роль и лучшая мужская роль в комедии

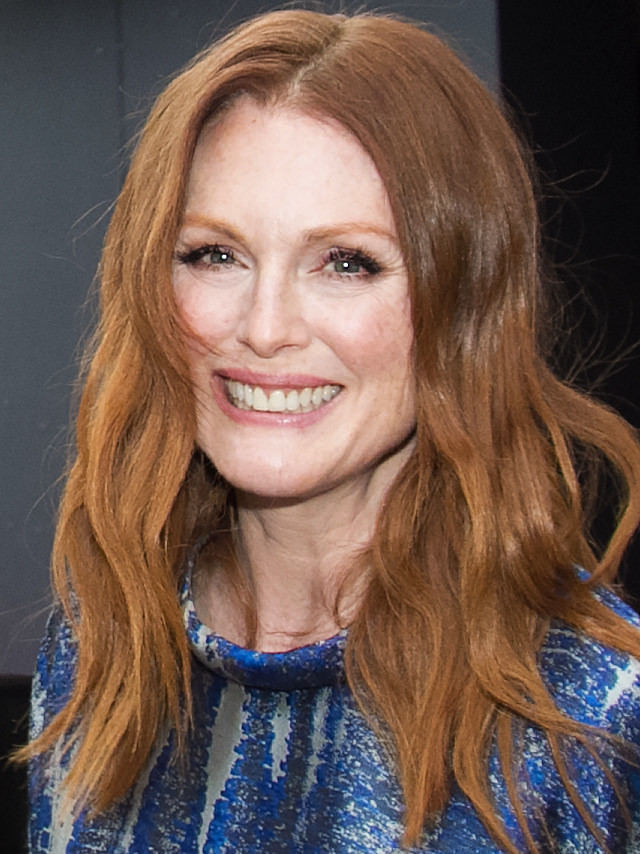
Джулианна Мур, лучшая женская роль

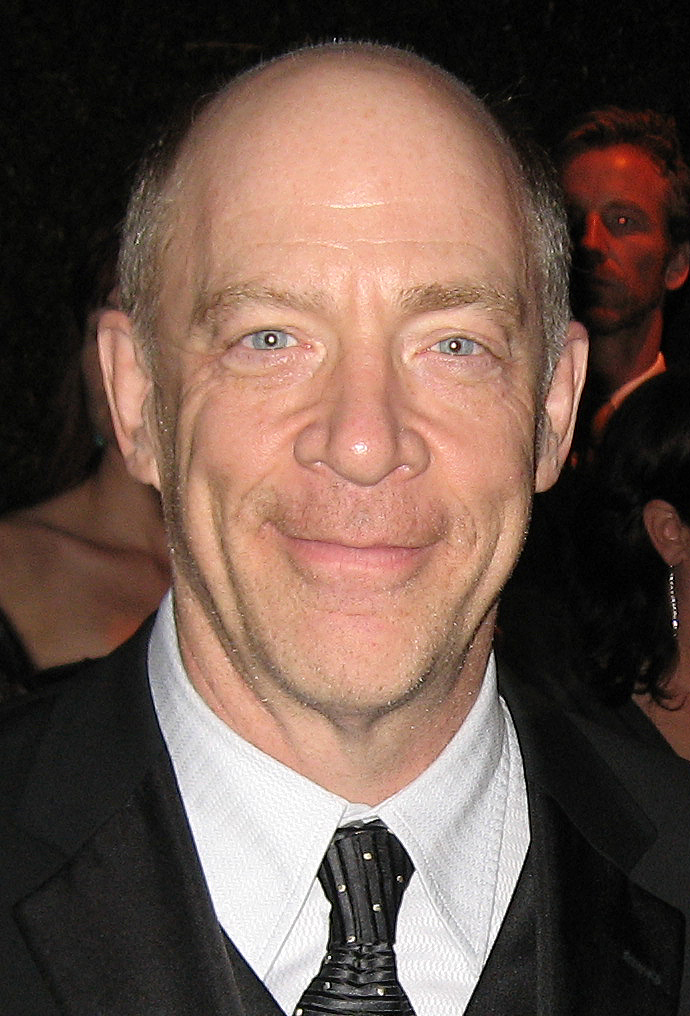
Дж. К. Симмонс, лучшая мужская роль второго плана

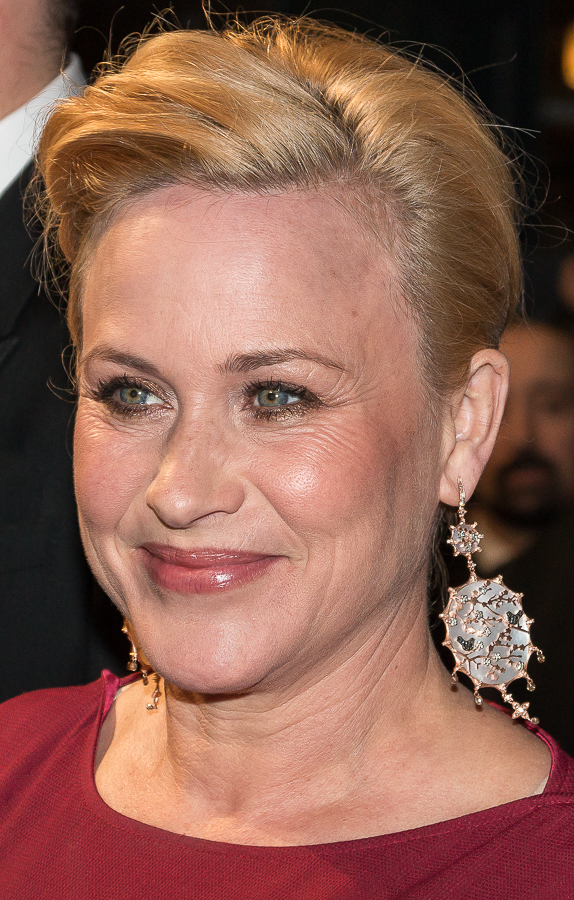
Патриша Аркетт, лучшая женская роль второго плана

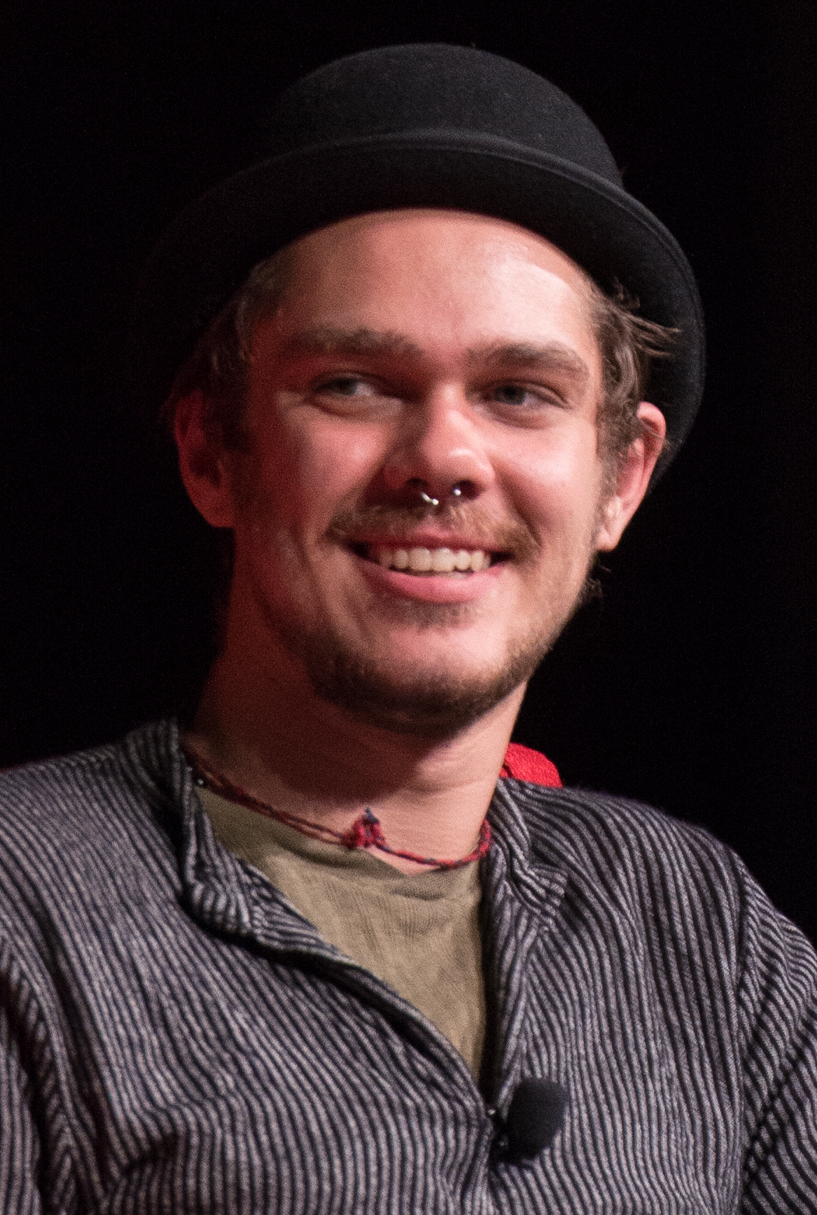
Эллар Колтрейн, лучший молодой артист

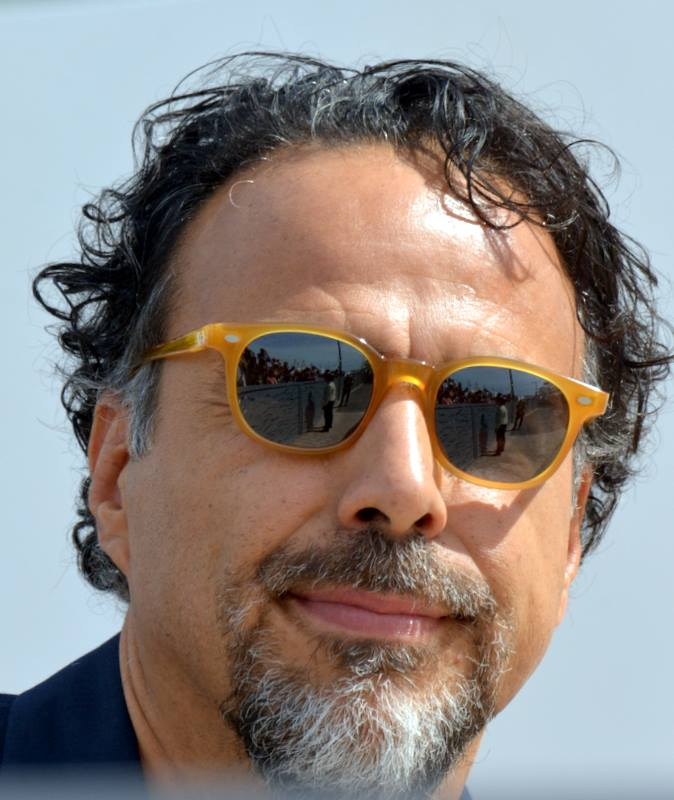
Алехандро Гонсалез Иньярриту, лучший оригинальный сценарий

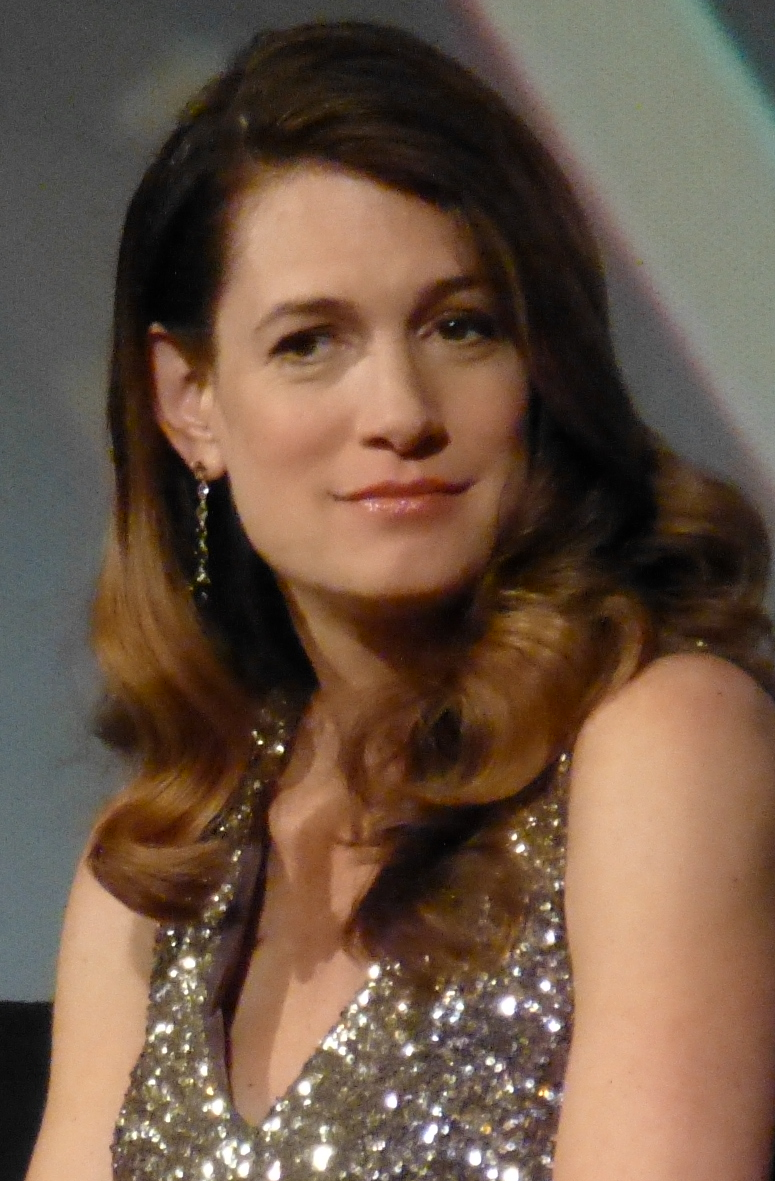
Гиллиан Флинн, лучший адаптированный сценарий

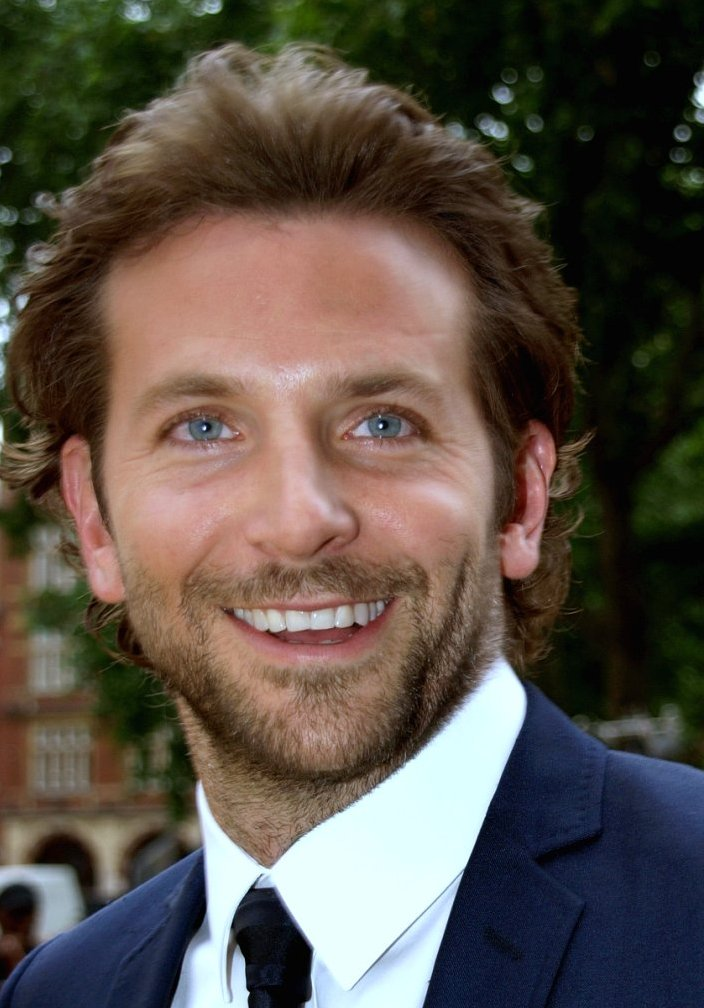
Брэдли Купер, лучший актёр в экшн-фильме

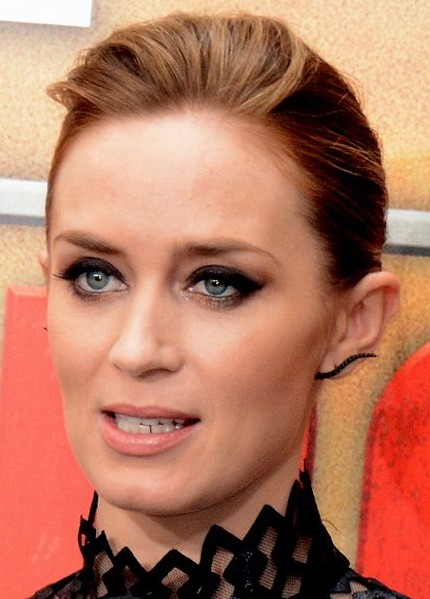
Эмили Блант, лучший актриса в экшн-фильме

| Лучший режиссёр                               | 1. Ричард Линклейтер — «Отрочество» 2. Уэс Андерсон — «Отель «Гранд Будапешт»» 3. Анджелина Джоли — «Несломленный» 4. Ава Дюверней — «Сельма» 5. Алехандро Г. Иньярриту — «Бёрдмэн» 6. Дэвид Финчер — «Исчезнувшая» |
| Лучшая мужская роль                           | 1. Майкл Китон — «Бёрдмэн» 2. Джейк Джилленхол — «Стрингер» 3. Бенедикт Камбербэтч — «Игра в имитацию» 4. Дэвид Ойелоуо — «Сельма» 5. Эдди Редмэйн — «Вселенная Стивена Хоккинга» 6. Рэйф Файнс — «Отель «Гранд Будапешт»» |
| Лучшая женская роль                           | 1. Джулианна Мур — «Всё ещё Элис» 2. Фелисити Джонс — «Вселенная Стивена Хоккинга» 3. Марион Котийяр — «Два дня, одна ночь» 4. Розамунд Пайк — «Исчезнувшая» 5. Риз Уизерспун — «Дикая» 6. Дженнифер Энистон — «Торт» |
| Лучшая мужская роль второго плана             | 1. Дж. К. Симмонс — «Одержимость» 2. Джош Бролин — «Врождённый порок» 3. Роберт Дювалл — «Судья» 4. Эдвард Нортон — «Бёрдмэн» 5. Марк Руффало — «Охотник на лис» 6. Итан Хоук — «Отрочество» |
| Лучшая женская роль второго плана             | 1. Патриша Аркетт — «Отрочество» 2. Кира Найтли — «Игра в имитацию» 3. Тильда Суинтон — «Сквозь снег» 4. Эмма Стоун — «Бёрдмэн» 5. Мэрил Стрип — «Чем дальше в лес…» 6. Джессика Честейн — «Самый жестокий год» |
| Лучший молодой артист                         | 1. Эллар Колтрейн — «Отрочество» 2. Куавенжане Уоллис — «Энни» 3. Энсел Элгорт— «Виноваты звёзды» 4. Маккензи Фой — «Интерстеллар» 5. Ной Уайзман — «Бабадук» 6. Джейден Либерер — «Святой Винсент» 7. Тони Револори — «Отель «Гранд Будапешт»» |
| Лучший актёрский ансамбль                     | 1. Бёрдмэн 2. Игра в имитацию 3. Отель «Гранд Будапешт» 4. Отрочество 5. Сельма 6. Чем дальше в лес… |
| Лучший оригинальный сценарий                  | 1. Алехандро Г. Иньярриту, Николас Джакобоне, Александр Динеларис — «Бёрдмэн» 2. Уэс Андерсон, Хьюго Гиннесс — «Отель «Гранд Будапешт»» 3. Дэн Гилрой — «Стрингер» 4. Ричард Линклейтер — «Отрочество» 5. Дэмьен Шазелл — «Одержимость» |
| Лучший адаптированный сценарий                | 1. Гиллиан Флинн — «Исчезнувшая» 2. Пол Томас Андерсон — «Врождённый порок» 3. Джоэл Коэн, Итан Коэн, Ричард ЛаГравенес — «Несломленный» 4. Энтони МакКартен, Джейн Хокинг — «Вселенная Стивена Хоккинга» 5. Грэм Мур, Эндрю Ходжес — «Игра в имитацию» 6. Ник Хорнби, Шерил Стрэйд — «Дикая» |
| Лучший анимационный фильм                     | 1. Лего Фильм 2. Город героев 3. Как приручить дракона 2 4. Книга жизни 5. Семейка монстров |
| Лучший экшн-фильм                             | 1. Стражи Галактики 2. Грань будущего 3. Первый мститель: Другая война 4. Снайпер 5. Ярость |
| Лучший актёр в экшн-фильме                    | 1. Брэдли Купер — «Снайпер» 2. Том Круз — «Грань будущего» 3. Брэд Питт — «Ярость» 4. Крис Прат — «Стражи Галактики» 5. Крис Эванс — «Первый мститель: Другая война» |
| Лучшая актриса в экшн-фильме                  | 1. Эмили Блант — «Грань будущего» 2. Шейлин Вудли — «Дивергент» 3. Скарлетт Йоханссон — «Люси» 4. Дженнифер Лоуренс — «Голодные игры: Сойка-пересмешница. Часть I» 5. Зои Салдана — «Стражи Галактики» |
| Лучший научно-фантастический фильм или хоррор | 1. Интерстеллар 2. Бабадук 3. Планета обезьян: Революция 4. Побудь в моей шкуре 5. Сквозь снег |
| Лучшая комедия                                | 1. Отель «Гранд Будапешт» 2. Бёрдмэн 3. Мачо и ботан 2 4. Пятёрка лидеров 5. Святой Винсент |
| Лучший актёр в комедии                        | 1. Майкл Китон — «Бёрдмэн» 2. Билл Мюррей — «Святой Винсент» 3. Крис Рок — «Пятёрка лидеров» 4. Ченнинг Татум — «Мачо и ботан 2» 5. Рэйф Файнс — «Отель «Гранд Будапешт»» 6. Джон Фавро — «Повар на колёсах» |
| Лучшая актриса в комедии                      | 1. Дженни Слейт — «Свой ребёнок» 2. Роуз Бирн — «Соседи. На тропе войны» 3. Розарио Доусон — «Пятёрка лидеров» 4. Мелисса МакКарти — «Святой Винсент» 5. Кристен Уиг— «Близнецы» |
| Лучший фильм на иностранном языке             | 1. Форс-мажор (Turist) - Швеция 2. Два дня, одна ночь (Deux jours, une nuit) - Бельгия / Франция / Италия 3. Дикие истории (Relatos salvajes) - Аргентина / Испания 4. Ида (Ida) - Польша / Дания 5. Левиафан - Россия |
| Лучший документальный фильм                   | 1. Сама жизнь 2. Citizenfour: Правда Сноудена 3. Глен Кэмпбелл 4. «Дюна» Ходоровского 5. Последние дни во Вьетнаме 6. Только самое необходимое |
| Лучшая работа художника-постановщика          | 1. Адам Штокхаузен (постановщик), Анна Пиннок (декоратор) — «Отель «Гранд Будапешт»» 2. Кевин Томпсон (постановщик), Джордж ДеТитта мл. (декоратор) — «Бёрдмэн» 3. Дэвид Крэнк (постановщик), Эми Уэллс (декоратор) — «Врождённый порок» 4. Натан Кроули (постановщик), Гэри Феттис (декоратор) — «Интерстеллар» 5. Ондрей Неквасил (постановщик), Беатрис Брентнерова (декоратор) — «Сквозь снег» 6. Деннис Гасснер (постановщик), Анна Пиннок (декоратор) — «Чем дальше в лес…» |
| Лучшая операторская работа                    | 1. Эммануэль Любецки — «Бёрдмэн» 2. Роджер Дикинс — «Несломленный» 3. Роберт Д. Йоумен — «Отель «Гранд Будапешт»» 4. Дик Поуп — «Уильям Тёрнер» 5. Хойте Ван Хойтема — «Интерстеллар» |
| Лучший дизайн костюмов                        | 1. Милена Канонеро — «Отель «Гранд Будапешт»» 2. Марк Бриджес — «Врождённый порок» 3. Анна Б. Шеппард — «Малефисента» 4. Жаклин Дюрран — «Уильям Тёрнер» 5. Коллин Этвуд — «Чем дальше в лес…» |
| Лучший монтаж                                 | 1. Дуглас Крайс, Стивен Миррионе — «Бёрдмэн» 2. Сандра Адер — «Отрочество» 3. Кирк Бакстер — «Исчезнувшая» 4. Ли Смит — «Интерстеллар» 5. Том Кросс — «Одержимость» |
| Лучший грим и причёски                        | 1. Стражи Галактики 2. Малефисента 3. Охотник на лис 4. Хоббит: Битва пяти воинств 5. Чем дальше в лес… |
| Лучшие визуальные эффекты                     | 1. Планета обезьян: Революция 2. Грань будущего 3. Интерстеллар 4. Стражи Галактики 5. Хоббит: Битва пяти воинств |
| Лучшая музыка к фильму                        | 1. Антонио Санчес — «Бёрдмэн» 2. Александр Деспла — «Игра в имитацию» 3. Йохан Йоханнссон — «Вселенная Стивена Хоккинга» 4. Трент Резнор и Аттикус Росс — «Исчезнувшая» 5. Ханс Циммер — «Интерстеллар» |
| Лучшая песня к фильму                         | 1. «Glory» (Джон Ледженд и Common) — «Сельма» 2. «Big Eyes» (Лана Дель Рей) — «Большие глаза» 3. «Everything Is Awesome» (JoLi and The Lonely Island) — «Лего. Фильм» 4. «Lost Stars» (Кира Найтли) — «Хоть раз в жизни» 5. «Yellow Flicker Beat» (Лорд) — «Голодные игры: Сойка-пересмешница. Часть I» |

### Почётная награда
Рон Ховард

### Самый ценный игрок
Джессика Честейн (Исчезновение Элеанор Ригби, Интерстеллар, Фрёкен Юлия и Самый жестокий год)

### За вклад в кинематограф
Кевин Костнер

## Список лауреатов и номинаций
| Количество | Фильм                                      |
| ---------- | ------------------------------------------ |
| 13         | Бёрдмэн                                    |
| 11         | Отель «Гранд Будапешт»                     |
| 8          | Отрочество                                 |
| 7          | Интерстеллар                               |
| 6          | Исчезнувшая                                |
| 6          | Игра в имитацию                            |
| 5          | Стражи галактики                           |
| 5          | Чем дальше в лес…                          |
| 5          | Сельма                                     |
| 5          | Вселенная Стивена Хокинга                  |
| 4          | Грань будущего                             |
| 4          | Врождённый порок                           |
| 4          | Святой Винсент                             |
| 4          | Несломленный                               |
| 4          | Одержимость                                |
| 3          | Стрингер                                   |
| 3          | Сквозь снег                                |
| 3          | Пятёрка лидеров                            |
| 2          | Мачо и ботан 2                             |
| 2          | Снайпер                                    |
| 2          | Бабадук                                    |
| 2          | Первый мститель: Другая война              |
| 2          | Планета обезьян: Революция                 |
| 2          | Охотник на лис                             |
| 2          | Ярость                                     |
| 2          | Хоббит: Битва пяти воинств                 |
| 2          | Голодные игры: Сойка-пересмешница. Часть I |
| 2          | Лего. Фильм                                |
| 2          | Малефисента                                |
| 2          | Уильям Тёрнер                              |
| 2          | Два дня, одна ночь                         |
| 2          | Дикая                                      |

| Количество | Фильм                  |
| ---------- | ---------------------- |
| 7          | Бёрдмэн                |
| 4          | Отрочество             |
| 3          | Отель «Гранд Будапешт» |
| 2          | Стражи Галактики       |